# 1126
1126 (MCXXVI) je bilo navadno leto, ki se je po julijanskem koledarju začelo na petek.

## Dogodki

### Vojna Jina proti Songu
- Invazija armade dinastije Jin proti cesarstvu Songa. ↓
- 27. januar → Po hitrem napredovanju z redkimi žepi odpora doseže armada dinastije Jin Rumeno reko.↓
- 31. januar → Začetek prvega obleganja prestolnice Kaifeng. ↓
- → Cesar Huizong, pod vladavino katerega je Kitajska dosegla enega največjih kulturnih razcevetov, abdicira v korist sina Qinzonga in pobegne pred Jini na podeželje.
- General dinastije Song Tong Guan, ki se je štiri leta poprej klavrno izkazal proti propadajoči dinastiji Liao, je usmrčen po begu cesarja iz prestolnice.
- 5. marec - Po izplačani zajetni odkupnini se Jini vrnejo nazaj na sever za meje osvojenega cesarstva Liao. Ker cesar Songa Qinzong meni, da ne obstaja več nevarnosti, vojsko razpusti.
- maj, junij - Na dvor cesarstva Song prispe odposlanstvo dveh ambasadorjev Jina, bivših plemičev iz dinastije Liao. Cesar Qinzong ju poskuša podkupiti za napad na Jin.↓
- → Jinov cesar Taizong ukaže ponoven, še večji napad na Song.
- september → Armada Jin v celoti zavzame severne predele Songa in neovirano napreduje proti prestolnici Kaifeng, ki jo začne oblegati decembra. Prestolnica je brez večje vojaške posadke. 1127 ↔

### Ostalo
- 25. januar - Bitka na planjavi Mardž al-Saffar: jeruzalemski križarji pod vodstvom Baldvina II. premagajo vojsko Damaska, vendar jim ne uspe zavzeti mesta.
- 18. februar - Bitka pri Chulmecu (1126): češki vojvoda Sobeslav I. premaga uporniški vojsko moravskega vojvode Otona II., ki mu asistira nemško-rimski cesar Lotar III.. Oton II. je v bitki ubit in cesar Lotar III. zajet.

- 8. marec - Po smrti kastiljske regentinje Urake je njen sin Alfonz VII. kronan za kralja Kastilije, Leona in Toleda. Že v otroštvu je bil kronan za kralja Galicije.
- oktober - Osemnajstletni Bohemond II., knez Taranta in Antiohije, zapusti Apulijo in se odpravi proti Sveti deželi.
- Francoski benediktanski menih Rajmond iz Sauvetâta postane nadškof Toleda. V naslednjih letih organizira obširno prevajalsko in prepisovalsko dejavnost antičnih in arabskih besedil (prevajalska šola v Toledu).
- Aragonski kralj Alfonz I. še vedno pleni po Andaluziji.
- Ker bizantinski cesar Ivan II. Komnen enostransko odreče trgovske priviligije Benečanom, ki so jih za pomoč Benečanov v vojnah podeljevali prejšnji cesarji, Benečani zavzamejo otok Kefalonijo. Cesar Ivan II. jim obnovi privilegije.
- Prvi norveški škof Arnaldur prispe na Grenlandijo.
- Severni del Švedske je po umoru kralja Ragnvalda Knaphövdeja, ki so ga ubili uporni kmetje, brez vladarja. Jug (Gotenland) nadzira kralj Magnus Močni.
- Angleški učenjak Adelard iz Batha v latinščino prevede Al-Hvarizmijeve aritmetične in astronomske tablice.

## Rojstva
Neznan datum
- Anvari, perzijski pesnik († 1189)
- Fan Chengda, kitajski pesnik († 1193)
- Ivan Dukas, bizantinski general († 1200)
- Mihael Sirski, patriarh sirske pravoslavne cerkve († 1199)
- Ibn Rušd (Averroes , leto hidžre 520), arabski filozof († 1198)

## Smrti
- 10. februar - Vilijem IX. Akvitanski, vojvoda in trubadur (* 1071)
- 18. februar - Oton II., moravski vojvoda (* 1099)
- 8. marec - Uraka Kastiljska, kraljica in regentinja Kastilije, Leona in Toleda (* 1082)
- 1. september - Svetoslava Poljska, češka vojvodinja in prva kraljica (* okoli 1046/1048)
- 1. oktober - Morfija iz Metilene, jeruzalemska kraljica, soproga Baldvina II.
- 13. december - Henrik IX. Črni, bavarski vojvoda (* 1075)

Neznan datum
- protipapež Celesitin II.
- Edgar Atheling, anglosaksonski pretendent za angleški prestol (* 1051)
- Ragnvald Knaphövde, švedski kralj